# Carex cambodiensis
Carex cambodiensis är en halvgräsart som beskrevs av Ernest Nelmes. Carex cambodiensis ingår i släktet starrar, och familjen halvgräs.
Artens utbredningsområde är Kambodja. Inga underarter finns listade i Catalogue of Life.